# مونشهوف
مونشهوف (به آلمانی: Mönchhof) یک منطقهٔ مسکونی در اتریش است که در ناحیه نویزیل آم زی واقع شده‌است. مونشهوف ۲٬۲۶۸ نفر جمعیت دارد.